# John Ruskin
John Ruskin (8. februar 1819–20. januar 1900) je bil vodilni angleški umetniški kritik viktorijanske dobe, pa tudi umetniški pokrovitelj, tehnični risar, slikar akvarelov, ugleden družbeni mislec in človekoljub. Pisal je o različnih temah, kot so geologija, arhitektura, mitologija, ornitologija, literatura, izobraževanje, botanika in politična ekonomija.
Njegov slog pisanja in literarne oblike so bili prav tako raznoliki. Pisal je eseje in razprave, poezijo in predavanja, vodnike in priročnike, pisma in celo pravljico. Izdelal je tudi podrobne skice in slike kamnin, rastlin, ptic, pokrajin ter arhitekturnih struktur in ornamentov.
Zapleten slog, ki je zaznamoval njegovo najzgodnejše pisanje o umetnosti, se je pravočasno izoblikoval do bolj jasnega jezika, ki je učinkoviteje sporočal njegove ideje. V vsem svojem pisanju je poudarjal povezavo med naravo, umetnostjo in družbo.
V drugi polovici 19. stoletja in do prve svetovne vojne je bil zelo vpliven. Po obdobju relativnega upada se je njegov sloves od 60. let 20. stoletja nenehno izboljševal z objavo številnih akademskih študij njegovega dela. Danes so njegove ideje in skrbi splošno priznane kot pričakovano zanimanje za okoljski vidik, trajnost in umetno obrt.
Ruskin je bil najprej deležen velike pozornosti s prvo knjigo Moderni slikarji (1843), razširjenim esejem v obrambo dela J. M. W. Turnerja, v katerem je trdil, da je glavna vloga umetnika »resnica do narave«. Od 50. let 19. stoletja je zagovarjal prerafaelite, na katere so vplivale njegove ideje. Njegovo delo se je vse bolj osredotočalo na družbena in politična vprašanja. Temu zadnjemu (1860, 1862) je označil premik v razmišljanju. Leta 1869 je Ruskin postal prvi Slade profesor likovne umetnosti na univerzi v Oxfordu, kjer je ustanovil Ruskinovo šolo za risanje. Leta 1871 je začel izdajati mesečna »pisma delavcem Velike Britanije«, ki so bila objavljena pod naslovom Fors Clavigera (1871–1884). V tem kompleksnem in globoko osebnem delu je razvil načela, na katerih je temeljila njegova idealna družba. Na njihovi podlagi je tudi ustanovil Guild of St. George, organizacijo, ki vztraja še danes.

## Mladost
Ruskin je bil edini otrok bogatega uvoznika šerija Johna Jamesa Ruskina. Ta se je poročil s sestrično Margareto, rojeno Cox. Njegovi starši so bili stari skoraj štirideset let, ko se je rodil John. Bili so kalvinisti in mamina želja je bila, da bi nekoč postal duhovnik. Ruskina je leta 1828 kot rejnica vzela sestrična iz Pertha, Mary Richardson, katere mati je umrla. Tako je Ruskin odraščal v adolescenco. Starši so ga vodili na službena potovanja z varuško, da bi dobili naročila za prodajo šerija. Obiskali so tudi gradove, stolnice, samostanske ruševine, šole, parke, podeželske dvorce in galerije slik. Pri petih letih jih je spremljal v Keswick v severni Angliji in pri šestih pri poslovnih partnerjih v Parizu. Obiskali so tudi Bruselj in Waterloo. V štirinajstih letih je z njimi potoval vzdolž Rena, skozi Črni gozd mimo Schaffhausena in v Švico. Tu se je vnela njegova življenjska ljubezen do Alp. Leta 1823 so se njegovi starši preselili v hišo Herne Hill 28, ki je bila zgrajena leta 1801 (porušena leta 1920) . Oktobra 1842 so kupili Denmark Hill 163 v imenitni soseski, kjer so živele družine s služabniki in uslužbenci v livrejah . Njegovi starši pa so preprosto živeli.
Po njegovih spominih Praeterita se je v starosti od štirih do petih let Ruskin učil branja in pisanja iz knjig tako »kot so se drugi otroci učili barve psa in konj«. Njegov oče mu je ob nedeljah bral iz knjige Robinson Crusoe in Romarjeva pot z veliko občutljivostjo prej in pozneje dela  Shakespeara, Byrona, Cervantesa in Popa, ki so pustila trajen vtis na fanta. Do dvanajstih let so ga učili zasebni učitelji. Leta 1836 je začel študij v Oxfordu, kjer je leta 1839 skupaj s svojo mamo dobil nagrado Oxford Newdigate za poezijo. Geolog in teolog William Buckland je bil njegov učitelj in mentor. Leta 1840 je zbolel za tuberkulozo, zato so se njegovi starši z njim odpeljali v Benetke in Rim za šest mesecev. (Drugi viri govorijo o živčnem razpadu, ker se je njegova prva ljubezen Adèle Domecq poročila s francoskim grofom). Leta 1842 je končal študij, leta 1843 pa je izdal prvo knjigo  Moderni slikarji.

## Delovanje
1843-1860 je napisal svojo Zgodovino sodobnega slikarstva v več zvezkih in leta 1869 poučeval zgodovin umetnosti v Oxfordu. Kot vsestransko izobražen umetnostni zgodovinar in socialni reformator je v drugi polovici 19. stoletja prevzel pomembno mesto v angleškem družbenem življenju. V mnogih spisih je opisal Evangelij lepote, v katerem je združil umetnost, politiko in ekonomijo, in naj bi temeljil na idealni podobi srednjeveške umetnosti.
V naraščajoči industrializaciji je videl nevarnost človeškim vrlinam in ustvarjalni umetniški moči. Zagovarjal je ekonomsko etiko, v kateri bi moral bili pomemben človek in kjer naj bi bilo rokodelstvo ustvarjalna vrednota. Ruskin je ustanovil Guild of St George kot sredstvo za spremembo razpada britanske države z utopičnimi fantazijami. Cehovsko skupino so sestavljali moški, ki so želeli del svojega prihodka porabiti za odkup zemljišč in ga uskladili z Ruskinovimi ideali. »Imeli bomo majhen kos angleške zemlje, lep, miren in ploden. Na njem ne bomo imeli parnih strojev in ne železnic« .
V svojih idejah o socialni reformi je dal številne konkretne predloge, kot so: vrtna mesta in delovne višje šole. Kot slikar in risar se je Ruskin pojavil predvsem z arhitekturnimi predstavitvami in krajinskimi študijami pojavov.
Skupaj z William Morrisom, Walterjem Cranejem in  Dantejem Gabrielom Rossettijem je bil Ruskin eden najpomembnejših članov gibanja Arts and Crafts Movement. Pierre de Coubertin, ustanovitelj sodobnih olimpijskih iger, je bil pozen, a navdušen zagovornik Ruskina. Zelo se je trudil, da bi bile igre čim lepše (pisal je ruskinizatorske), da bi imele edinstven značaj in bi bil več kot vsota različnih svetovnih prvenstev na enem mestu. 
V več knjigah, od leta 1843 dalje, je objavil delo Moderni slikarji. Ruskin, ki je bil vedno natančen opazovalec (in celo umetnik) obseden z naravo, vključno s krajinarstvom  Clauda Lorraina, ker predstavlja le naravo kakršna je v resnici. Primerjava krajinskih slikarjev z Modernimi slikarji je predvsem obramba slikarja Williama Turnerja, od katerega je imel več slik.
V dveh pismih v Times leta 1851, ga je branil prerafaelite kmalu po "škandalu", ne da bi jih osebno poznal. Primerjal je svoj novi, natančen slikarski slog s tistim spoštovanega Dürerja (Resnica narave). Rezultat je bil, da je javnost prerafaelite nekoliko bolj blago nadzorovala. Posledica je bilo prijateljstvo med Rossettijem in Millaisom, ki je imelo tudi dramatične posledice. Ruskinova žena (Effie Grey) se je ločila, da bi se poročila z Millaisom. Kljub temu je Ruskin še naprej pisal zelo pozitivno o Millaisu. Z vsemi prerafaeliti je gojil toplo prijateljstvo, razen s  Fordom Madoxom Brownom, ki je imel zlovoljen značaj in njegov neuspeh verjetno ni imel kaj opraviti z Ruskinovo zavrnitvijo.
S tremi knjigami Sedem svetilk za arhitekturo (The Seven Lamps of Architecture, 1849), in objavljeni v Londonu leta 1851, knjigi Kamni Benetk (The Stones of Venice) je Ruskin pomembno prispeval k arhitekturni teoriji. V svoji zbirki esejev Sedem svetilk za arhitekturo Ruskin opisuje skoraj pesniško obliko po njegovem mnenju, osnove arhitekture: žrtvovanje, resnico, moč, lepoto, življenje, spomin in poslušnost. Določa merila za kakovost in ravnanje z arhitekturo in tako pomembno vpliva na angleško arhitekturo.
1860 je bil prvič objavljen v reviji Cornhill, kasneje v obliki eseja Temu zadnjemu, najbolj znani Ruskinovi sociokritični razpravi. V njej je kritiziral tako kapitalizem, ki je temeljil na lastnem mnenju, da se obogati na račun drugih, kot tudi marksizem, ker je opazil, da navzkrižje interesov ni nujno sinonim za antagonizem . Knjiga je med drugim vplivala na  Mahatmo Gandhija  in je do danes sprejeta v kapitalizmu in kritičnem gibanju. 
Za Kamne Benetk je značilna idealizirana predstavitev zlasti gotike v Benetkah, vključno z njihovimi socialnimi sočasnostmi. Šest značilnosti je poskus za označevanje gotike: 1. robatost, 2. variabilnost, sorta, 3. naturalizem 4. občutek grotesknega, 5. togost 6. preobilje. Poleg tega Kamni vključujejo tako besedilo kot tudi ilustracije in natančne opise beneške arhitekture in slikarstva (predvsem Tintoretta), z zgodovinsko analizo do danes.
Ruskin je odločilno oblikoval teorijo in prakso ohranjanja dediščine. Ruskin je sprejel spomenik v celoti, vključno s tradicionalno patino in se zavzel za njegovo ohranitev. To je bilo v nasprotju z zelo razširjenim delovanjem restavratorstva v 19. stoletju, katerega ugledni predstavnik Eugène Viollet-le-Duc je in še posebej obnovil srednjeveške zgradbe v Franciji, v oblikah, ki niso bile v skladu s prvotnim stanjem.
Ko je Felix Slade leta 1868 umrl, je zapustil University v svoji oporoki poleg svoje zbirke še 35.000 funtov za katedro za likovno umetnost, kar je omogočilo imenovanje Ruskina za profesorja . Leta 1870 je bil imenovan za prvega profesorja umetnosti (Slade profesor likovne umetnosti) na univerzi v Oxfordu.
Od leta 1871 je Ruskin poučeval risanje v Oxfordu, ki je bilo namenjeno navadnim moškim in ženskam, in to na tečajih »,da bi videli več lepote kot prej v naravi in umetnosti in s tem pridobili večji užitek v življenju«. To je ponudilo udeležencem priložnost, da se naučijo osnovnega znanja o tehnikah - obris, senčenje, barvanje - in tako kopiranje umetniških del in slikanje iz narave. 
Leta 1878 je bil Ruskin izvoljen na Ameriško akademijo znanosti in umetnosti. 
Njegov oče je umrl leta 1864 in mu pustil bogastvo. Kupil je hišo v Brantwortu okrožju Lake District od W. J. Lintona, kjer je živel do svoje smrti . Po smrti matere leta 1871 je prodal hišo na Denmark Hill, ki je bila še vedno vodena kot hotel Ruskin Manor in porušena leta 1949. Leta 1907 so v Londonu odprli Ruskinov park, ki se razteza med Loughborough Junction (Brixton) in Denmark Hill, poimenovan po Johnu Ruskinu.
Ruskin je bil pokopan na pokopališču cerkve sv Andreja v Conistonu. Njegov grob je okrašen z velikim križem, ki ga je oblikoval William Gershom Collingwood in ga izklesal H. T. Miles. Je iz zelenega skrilavca iz bližnjega kamnoloma Tilberthwaite .
Leta 2005 je bila po njem imenovana Univerza Anglia Ruskin

## Privatno življenje
10. aprila 1848 se je John Ruskin poročil z Eufemijo "Effie" Chalmers Gray v dnevni sobi njenih staršev. Njegovi starši niso bili prisotni. Najprej sta živela v hiši njegovih staršev Denmark Hill, nato pa dve leti v Benetkah. Tu, daleč od nerganja Ruskinove mame, je Effie mešala glave avstrijskim častnikom, medtem ko je Ruskin študiral stavbe v Benetkah. Ko sta se vrnila, sta se preselila v svoj dom na Herne Hillu 30.
Leta 1853 je Millais prosil Ruskina, da mu posodi ženo Effie kot model. Ruskin je bil polaskan in se je strinjal. Nastala slika je bila imenovana The Order of Release ('Ukaz o izpustitvi'), ki je na razstavi doživela velik uspeh. Ker je Ruskinov oče želel sinov portret, za katerega bi tudi plačal, ga je naročil Millaisu, vodji prerafaelitov, katerega avantgardno gibanje je zagovarjal. Leta 1854 je skupaj z njegovo soprogo Effie Ruskin oddajal majhno hišo v Glenfinlasu na Škotskem. Ko je Millais čakal na prihod platna, je učil Effie risanja in se zaljubil. Ruskin je bil introvertirana in izjemno ekscentrična osebnost, ki je s konvencijami medosebnih odnosov nevede spodbujala par. Med štirimesečnim bivanjem je Effie Millaisu zaupala, kako nesrečna je bila v zakonu.
Njena prijateljica Lady Elizabeth Eastlake je končno prepričala Effie, naj obvesti svoje starše o stanju svojega zakona. Effie je pisala očetu: »On je naštel več razlogov, da ne bi imel otrok, od verskih motivov, moje lepote in končno, v letošnjem letu, mi je povedal pravi razlog ... da si je predstavljal, da so ženske videti precej drugačne kot je videl v meni in da je to razlog, zakaj me ni pripeljal do ženske, ker [je] bil zgrožen nad njo ...«. Razlaga je bila, da je Ruskin ramišljal o ženski kot skulpturi in ne s sramnimi dlakami in brez menstruacije. Ločitev je bila najboljša stvar, na katero bi lahko upala Effie. Medtem je oče, odvetnik, pripravil dokumente za razvezo. Effie je morala opraviti zdravniški pregled, ki je dokazal, da je bila še vedno devica in da zakonska zveza nikoli ni bila konzumirana. Ruskin ni ničesar slutil. Dva odvetnika sta obiskala družino in predstavila Raskinu situacijo skupaj s paketom, ki je vseboval ključ Effie, poročni prstan in pismo, ki pojasnjuje njeno vedenje. Z Effiejino odobritvijo je lady Eastlake, žena direktorja Nacionalne galerije, raznesla majhne čenče, ki niso pustile nobenega dvoma, da je bil Ruskin krivec razpada zakona. 20. junija 1854 je Effie prejela pismo, da je bil njen zakon preklican na podlagi Ruskinove »neozdravljive impotence«. Ruskin se ni skrival. Celo vztrajal je, da Millais dokonča njegov portret, ki ga je začel na Škotskem, kar je bilo neprijetno za Millaisa . Effie je čakala sedem mesecev, preden se je julija 1855 poročila z Millaisom.

### Predlog zakona z Rose La Touche
Od leta 1858 je Ruskin poučeval devetletno Rose La Touche (1848-1875) in njena dva brata. Tesno se ne povezal z Rose in bila sta v stalni korespondenci. Imenoval jo je »Rosie, srček in Rosie muca«, on je bil njena »St Crumpet". Ruskin je bil pogosto vabljena v njihovo veliko hišo v Harristown na Irskem. Gospa La Touche je bila tudi naklonjena Ruskinu. Družina je preživela zimske mesece v Londonu. Ko je bila Rose stara 18 let - Ruskin skoraj 50 let - jo je prosil za roko. Rose je bila bolna ženska in globoko religiozna. Starši so prosili Effie Millais, kaj misli o zakonu. Odgovor je bil »bolje ne«. Ruskinova prošnja je bila zavrnjena in jo je spet zaprosil, ko je imela 21 let. Mati ni pripeljala Rose, in želela končati njeno prijateljstvo z Ruskinom. Čez več let je ponovil svoj predlog za zakon, in bil končno zavrnjen leta 1872. Rose je postala duševno zmedena in je preživela zadnja leta v domu za starejše, kjer je umrla leta 1875 v starosti 27 let. Ruskin je bil neutolažljiv. Zavlekel se je v Brantwood, ki ga je kupil leta 1871 in doživel nekaj živčnih zlomov. V duhovnih seansah je poskušal vzpostaviti stik z mrtvimi. 

### Prijateljstvo s Kate Greenaway
Ko sta se srečala leta 1882, je bil Ruskin star triinšestdeset let in Kate Greenaway šestintrideset. Ruskina je občudovala. Od takrat naprej je delal kot slikar in prevladoval nad njenim življenjem. Pogosto sta se srečala, bodisi v Brantwoodu ali Hampsteadu. Občudoval je otroško nedolžnost žensk in način, kako je Kate predstavila dekleta. Kate ga je navdušila. Pogovarjala sta se v otroškem jeziku, bil je njen »dragi Dinie« in podpisovala sporočila z različnimi številnimi poljubi, odvisno od razpoloženja. Odnos je bil skoraj zagotovo zgolj platonski, vendar ji je njena predanost nadvladala njegov slab temperament, njegove napade in možno senilnost ter trajala do njegove smrti leta 1900. 

## Biografije
- William Gershom Collingwood: The Life of John Ruskin, 2 Bände. Menthuen & Co., London 1893 (im Volltext, 6. Aufl. 1905).
- Marion Harry Spielmann: John Ruskin. A sketch of his life, his work, and his opinions, with personal reminiscences. J. B. Lippincott, Philadelphia 1900 (im Volltext, Ausgabe von Cassell & Co., London 1900).
- Arthur Christopher Benson: Ruskin. A study in personality. Smith, Elder & Co., London 1911.
- Wolfgang Kemp: John Ruskin. Leben und Werk. Frankfurt: Fischer 1983
- John Ruskin - Werk und Wirkung: Internationales Kolloquium, Stiftung Bibliothek Werner Oechslin, Einsiedeln, 24. - 27. August 2000. gta Verlag Zürich 2002. ISBN 978-3-85676-110-3.